# Ingram Micro
Ingram Micro er en amerikansk IT-distributør med hovedkvarter i Irvine, Californien. De har 35.000 ansatte og en årsomsætning på 55 mia. $ (2021).
Ingram Micro's historie begyndte med etableringen af distributøren Micro D, Inc. i 1979. Selskabet blev etableret af mand og kone Geza Czige og Lorraine Mecca i det sydlige Californien. Siden 2021 har virksomheden været ejet af kapitalfonden Platinum Equity.